# Juan María Marcaide Osoro
Juan María (Jon) Marcaide Osoro (Elgueta Guipúzcoa, 21 de agosto de 1950) es un catedrático de Astronomía y Astrofísica en la Universidad de Valencia desde 1991 y profesor de Investigación en el Consejo Superior de Investigaciones Científicas.

## Biografía
Estudió física en las universidades de Zaragoza, Complutense de Madrid, Edimburgo y St. Andrews. Se licenció en 1975 en la Universidad de Zaragoza. Su formación doctoral tuvo lugar, a partir de 1977, en el Massachusetts Institute of Technology (MIT), donde recibió el doctorado (Ph. D.) en 1982, con Irwin Shapiro como supervisor.
Desarrolló su labor profesional en el Max Planck Institut für Radioastronomie en Bonn (1982-1985), en los laboratorios centrales de Siemens AG en Múnich (1985-86) y en el Instituto de Astrofísica de Andalucía (1986-91). En la actualidad trabaja en el Departamento de Astronomía y Astrofísica y en el Observatorio Astronómico, ambos de la Universidad de Valencia, y es miembro de la International Astronomical Union, de la American Astronomical Society, de la Sociedad Española de Astronomía y de la Real Sociedad Española de Física.
Fue becario de la Stevenson Foundation (1973-74), del Instituto Tecnológico para Postgraduados (1977-82) y de la Sociedad Max Planck (1982-85).
Fue asesor de la NASA (1983-85). Fundó la Sociedad Española de Astronomía (1992), (junto con los catedráticos Ramón Canal Masgoret y Eduard Salvador Solé) de la que fue vicepresidente (1992-96) y presidente (1996-2000). Impulsó la creación del Departamento de Astronomía y Astrofísica de la Universidad de Valencia (1995), del que fue su primer director. Fue profesor visitante del Harvard-Smithsonian Center for Astrophysics (1993-94) y astrónomo invitado del Observatoire de Paris (2004-05).
Fue miembro del Advisory Panel de los ASI/AWR de NATO (1989-92), miembro del European VLBI Program Committee (1991-94), miembro del Very Low Frequency Array Science Team de la Agencia Espacial Europea (1995-96), Comisión 40 de la International Astronomical Union (1997-2003), miembro de varios comités (entre ellos el de grandes instalaciones) de la Comisión Europea (2004-07). Dirigió escuelas de verano en la Universidad Complutense de Madrid (1992) y en la Universidad del País Vasco (1996).
Miembro de la Real Academia de Ciencias Exactas, Físicas y Naturales desde mayo de 2007.
Autor de 2 patentes, del parque astronómico de Tolosa (1990), del Estelario de San Sebastián (1994, ahora desmontado), ha dirigido 8 tesis doctorales y ha publicado más de 180 artículos internacionales: un centenar en las principales revistas (4 en Nature, 2 en Science, la mitad de primer autor), el resto en libros y contribuciones a congresos.
Especialista en la técnica de radio interferometría intercontinental (VLBI), ha hecho contribuciones pioneras y esenciales a la radio astrometría diferencial de alta precisión y al estudio de radio supernovas. También ha hecho contribuciones pioneras y destacadas al campo de VLBI en ondas milimétricas, al campo de lentes gravitacionales, a estudios del cuásar peculiar 4C39.25, al estudio del centro galáctico, etc
Ha impartido más de 20 conferencias invitadas en los principales centros universitarios y de investigación de Europa y EE. UU. y no menos conferencias de divulgación. Ha sido co-chairman de la mayor conferencia mundial sobre explosiones supernova y del primer encuentro de la radioastronomía española, ambos en Valencia, y consecuentemente coeditor de los libros de Proceedings (Springer Verlag y Publicaciones de la Universidad de Valencia, respectivamente). Es autor del libro de divulgación “El gran viaje de los inkokerones”.
Recibió el Premio Euskadi de Investigación (2004) y es académico en la Real Academia de Ciencias Exactas, Físicas y Naturales desde 2003, con la medalla número 45. Desde 2007 es también miembro de número de Jakiunde, Academia de las Ciencias, de las Artes y de las Letras del País Vasco.